# هانس مارتینسون
هانس مارتینسون (انگلیسی: Hans Martinson; ۲۶ اوت ۱۸۷۲ – ۲۵ ژانویه ۱۹۳۵) سیاستمدار اهل استونی بود. وی از سال ۱۹۲۶ تا ۱۹۳۴ نماینده مجلس استونی بوده‌است.